# Rachael Carpani
Rachael Ann Carpani (24 de agosto de 1980, Sydney, Austrália) é uma atriz australiana.
Carpani cresceu em uma propriedade em Dural, zona rural de Sydney. Ela estudou artes cênicas na Australian College of Entertainment na Macquarie University. Ela se tornou famosa interpretando Jodi Fountain McLeod na série de TV australiana McLeod's Daughters. Carpani também teve um pequeno papel no filme Hating Alison Ashley, que estrelava Delta Goodrem, e ela também fez uma participação na série dramática All Saints.
Carpani deixou McLeod's Daughters para tentar fazer carreira nos Estados Unidos. Ela conseguiu um papel no piloto da série de TV Law Dogs da CBS, mas o programa não emplacou. Ela também apareceu em 7 episódios da primeira temporada da série Cane. Rachael então retornou para McLeod's Daughters como Jodi McLeod fazendo uma aparição no episódio final em 31 de agosto de 2009.
Carpani é um dos rostos novos da Telstra Next G network.
Ela também apareceu no episódio 6 da série americana NCIS: Los Angeles em novembro de 2009, em um papel pequeno ao lado de Chris O'Donnell e LL Cool J.
Ela namora Matt Passmore desde 2007. Ele trabalhou em McLeod's Daughters como Marcus Turner.
Carpani já namorou o jogador de futebol australiano Chad Cornes.

## Trabalhos

### TV
| Ano               | Show                    | Papel                |
| ----------------- | ----------------------- | -------------------- |
| 2011              | Against the Wall        | Abby Kowalski        |
| 2009              | NCIS: Los Angeles       | Amy                  |
| 2008              | Scorched                | Susan Shapiro        |
| 2007              | Cane                    | Terry Greenway       |
| 2007              | Law Dogs                | Carly Owen           |
| 2001 - 2007, 2009 | McLeod's Daughters      | Jodi Fountain McLeod |
| 2001              | Home and Away           | Miranda              |
| 2001              | All Saints              | Emily Martin         |
| 2000              | Ihaka: Blunt Instrument | Tara                 |

### Cinema
| Ano  | Filme                | Papel         |
| ---- | -------------------- | ------------- |
| 2009 | Triangle             | Sally         |
| 2005 | Hating Alison Ashley | Valjoy Yurken |